# Deutscher Eishockeypokal 1987/88
Der Deutsche Eishockey-Pokal wurde in der Saison 1987/88 zum dritten Mal vom Deutschen Eishockey-Bund, diesmal unter dem Namen Bundesliga-Cup, ausgespielt. Der Wettbewerb hatte wie schon im Februar 1984 den Charakter eines Überbrückungsturniers der gut einen Monat andauernden Pause während der Olympischen Winterspiele.
Erneut war das Zuschauerinteresse gering, weil einerseits die Nationalspieler fehlten, andererseits Spieler geschont wurden, sodass die Vereine oft eigene Juniorenspieler einsetzten. Einige Male waren die Zuschauerzahlen vierstellig, es gab aber auch Spiele mit nur 100 bis 300 Zuschauern. Die große Ausnahme war das Gruppenspiel der Düsseldorfer EG gegen den Kölner EC, das vor 10.000 Fans bestritten wurde. Ein weiteres Überbrückungsturnier gab es in den Jahren der folgenden Olympischen Winterspiele nicht mehr. Von 1994/95 bis 1996/97 wurde der DEB-Ligenpokal Nord ausgetragen. Einen landesweiten, echten Pokalwettbewerb gab es erst ab der Saison 2002/03.

## Modus
Teilnehmer waren die Mannschaften der Bundesliga 1987/88. Es wurde in 2 Gruppen gespielt, wobei der jeweilige Gruppensieger das Finale erreichte. Der Berliner SC Preussen verzichtete aufgrund der weiten Reisewege auf die Teilnahme. Der ECD Iserlohn hatte im Dezember 1987 den Spielbetrieb eingestellt.

### Teilnehmer
- Düsseldorfer EG
- Eintracht Frankfurt
- ESV Kaufbeuren
- Kölner EC
- EV Landshut
- Mannheimer ERC
- SB DJK Rosenheim
- Schwenninger ERC

### Gruppe West
| Datum      | Heim                |   | Gast                | Ergebnis | Drittelergebnisse |
| ---------- | ------------------- | - | ------------------- | -------- | ----------------- |
| 05.02.1988 | Mannheimer ERC      | – | Kölner EC           | 6:4      | (1:0, 2:3 ,3:1)   |
| 05.02.1988 | Eintracht Frankfurt | – | Düsseldorfer EG     | 6:3      | (0:1, 5:2, 1:0)   |
| 07.02.1988 | Düsseldorfer EG     | – | Mannheimer ERC      | 7:3      | (0:1, 2:1, 5:1)   |
| 12.02.1988 | Düsseldorfer EG     | – | Kölner EC           | 9:5      | (4:1, 2:1, 3:3)   |
| 12.02.1988 | Mannheimer ERC      | – | Eintracht Frankfurt | 8:4      | (1:2, 2:0, 5:2)   |
| 14.02.1988 | Kölner EC           | – | Düsseldorfer EG     | 8:8      | (2:4, 5:3, 1:1)   |
| 14.02.1988 | Eintracht Frankfurt | – | Mannheimer ERC      | 1:5      | (0:4, 0:0, 1:1)   |
| 19.02.1988 | Eintracht Frankfurt | – | Kölner EC           | 4:4      | (2:1, 2:2, 0:1)   |
| 19.02.1988 | Mannheimer ERC      | – | Düsseldorfer EG     | 13:4     | (3:1, 4:1, 6:2)   |
| 20.02.1988 | Kölner EC           | – | Mannheimer ERC      | 9:5      | (1:4, 4:1, 4:0)   |
| 21.02.1988 | Düsseldorfer EG     | – | Eintracht Frankfurt | 6:10     | (2:5, 2:3, 2:2)   |
| 23.02.1988 | Kölner EC           | – | Eintracht Frankfurt | 8:3      | (3:2, 3:1, 2:0)   |

#### Tabelle
|    | Klub                | Sp | S | U | N | Tore  | Dif. | Punkte |
| -- | ------------------- | -- | - | - | - | ----- | ---- | ------ |
| 1. | Mannheimer ERC      | 6  | 4 | 0 | 2 | 40:29 | +11  | 8:4    |
| 2. | Kölner EC           | 6  | 2 | 2 | 2 | 38:35 | +3   | 6:6    |
| 3. | Eintracht Frankfurt | 6  | 2 | 1 | 3 | 28:34 | −6   | 5:7    |
| 4. | Düsseldorfer EG     | 6  | 2 | 1 | 3 | 37:45 | −8   | 5:7    |

### Gruppe Süd
| Datum      | Heim             |   | Gast             | Ergebnis | Drittelergebnisse |
| ---------- | ---------------- | - | ---------------- | -------- | ----------------- |
| 05.02.1988 | SB DJK Rosenheim | – | EV Landshut      | 3:3      | (2:0, 1:2, 0:1)   |
| 05.02.1988 | ESV Kaufbeuren   | – | Schwenninger ERC | 3:7      | (1:0, 1:4, 1:3)   |
| 07.02.1988 | EV Landshut      | – | ESV Kaufbeuren   | 8:3      | (3:1, 2:1, 3:1)   |
| 07.02.1988 | Schwenninger ERC | – | SB DJK Rosenheim | 6:5      | (0:2, 3:1, 3:2)   |
| 12.02.1988 | Schwenninger ERC | – | EV Landshut      | 5:6      | (1:4, 2:2, 2:0)   |
| 14.02.1988 | EV Landshut      | – | Schwenninger ERC | 1:5      | (1:1, 0:2, 0:2)   |
| 19.02.1988 | ESV Kaufbeuren   | – | EV Landshut      | 6:4      | (0:1, 2:1, 4:2)   |
| 19.02.1988 | SB DJK Rosenheim | – | Schwenninger ERC | 3:8      | (1:4, 1:2, 1:2)   |
| 21.02.1988 | EV Landshut      | – | SB DJK Rosenheim | 6:2      | (2:1, 3:0, 1:1)   |
| 21.02.1988 | Schwenninger ERC | – | ESV Kaufbeuren   | 5:2      | (0:2, 2:0, 3:0)   |
| 26.02.1988 | ESV Kaufbeuren   | – | SB DJK Rosenheim | 3:4      | (3:1, 0:0, 0:3)   |
| 28.02.1988 | SB DJK Rosenheim | – | ESV Kaufbeuren   | 8:2      | (3:1, 1:0, 4:1)   |

#### Tabelle
|    | Klub             | Sp | S | U | N | Tore  | Dif. | Punkte |
| -- | ---------------- | -- | - | - | - | ----- | ---- | ------ |
| 1. | Schwenninger ERC | 6  | 5 | 0 | 1 | 36:20 | +16  | 10:2   |
| 2. | EV Landshut      | 6  | 3 | 1 | 2 | 28:24 | +4   | 7:5    |
| 3. | SB DJK Rosenheim | 6  | 2 | 1 | 3 | 25:28 | −3   | 5:7    |
| 4. | ESV Kaufbeuren   | 6  | 1 | 0 | 5 | 19:36 | −17  | 2:10   |

## Finale
| Datum      | Heim             |   | Gast             | Ergebnis | Drittelergebnisse |
| ---------- | ---------------- | - | ---------------- | -------- | ----------------- |
| 27.02.1988 | Mannheimer ERC   | – | Schwenninger ERC | 3:7      | (1:2, 1:2, 1:3)   |
| 28.02.1988 | Schwenninger ERC | – | Mannheimer ERC   | 5:0      | (Wertung)         |

Der Mannheimer ERC ist zum Rückspiel nicht angetreten. Das DEB-Spielgericht entschied erst im April 1988, dass das zweite Finalspiel mit 5:0 für Schwenningen gewertet wird. Damit wurde der Schwenninger ERC Deutscher Eishockeypokalsieger 1988.